# Kangnjong
Kangnjong (hangul: 강령군, Kangnjong-kun, handzsa: 康翎郡, RR: Kangryŏng-kun) megye Észak-Koreában, Dél-Hvanghe (Hwanghae) tartományban. 1428-ban hozták létre Jonggang-hjon (영강현; 永康縣, Yŏnggang-hyŏn) és Pengnjondzsin (백령진; 白翎鎭, Paengnyongjin) egyesítéséből. Mai nevét 1895-ben nyerte el.

## Földrajza
Északról Pjokszong (Pyŏksŏng) és Ongdzsin (Ongjin), keletről és délről, illetve nyugatról a Japán-tenger (Keleti-tenger) határolja.
Legmagasabb pontja a 358 méter magas Kkacshiszan (까치산; 까치山, Kkach'isan).

## Közigazgatása
1 községből (up (ŭp)), 23 faluból (ri (ri)) és 1 munkásnegyedből (rodongdzsagu (rodongjagu)) áll:
| - Kangrjong-up (강령읍; 康翎邑, Kangryŏng-ŭp) - Pupho-rodongdzsagu (부포로동자구; 釜浦勞動者區, Pup'o-rodongjagu) - Kvangcshon-ri (광천리; 廣泉里, Kwangch'ŏn-ri) - Kumdong-ri (금동리; 金洞里, Kŭmdong-ri) - Kumdzsong-ri (금정리; 錦井里, Kŭmjŏng-ri) - Nedong-ri (내동리; 內洞里, Naedong-ri) - Tonggang-ri (동강리; 東江里, Tonggang-ri) - Tongpho-ri (동포리; 東浦里, Tongp'o-ri) - Tungam-ri (등암리; 登岩里, Tŭngam-ri) - Rjongjon-ri (룡연리; 龍淵里, Ryongyŏn-ri) - Pongo-ri (봉오리; 蜂梧里, Pongo-ri) - Pumin-ri (부민리; 富民里, Pumin-ri) - Szajon-ri (사연리; 舍鳶里, Sayŏn-ri) | - Szambong-ri (삼봉리; 三峰里, Sambong-ri) - Szonghjon-ri (송현리; 松峴里, Songhyŏn-ri) - Szuap-ri (수압리; 睡鴨里, Suap-ri) - Szunü-ri (순위리; 巡威里, Sunwi-ri) - Sigjo-ri (식여리; 食餘里, Sigyŏ-ri) - Sinam-ri (신암리; 莘岩里, Sinam-ri) - Sszanggjo-ri (쌍교리; 雙橋里, Ssanggyo-ri) - Ohvado-ri (어화도리; 漁化島里, Ŏhwado-ri) - Obong-ri (오봉리; 梧鳳里, Obong-ri) - Inbong-ri (인봉리; 印峯里, Inbong-ri) - Phjonghva-ri (평화리; 平和里, P'yŏnghwa-ri) - Hjangdzsuk-ri (향죽리; 香竹里, Hyangjuk-ri) |

## Gazdaság
Kangnjong (Kangryŏng) megye gazdasága mezőgazdaságra és halászatra épül.

## Oktatás
Kangnjong (Kangryŏng) megye egy mezőgazdasági főiskolának, 45 általános és 27 középiskolának ad otthont.

## Egészségügy
A megye számos egészségügyi intézménnyel rendelkezik, köztük 1 megyei, 1 ipari és számos helyi kórházzal.

## Közlekedés
A megye közutakon a szomszédos helységek felől közelíthető meg. A megye vasúti kapcsolattal rendelkezik, az Ongdzsin (Ongjin) vonal része.